# 쇠데르만란드 공작 알렉산데르 왕자
알렉산데르 에리크 후베르투스 베르틸(스웨덴어: Alexander Erik Hubertus Bertil, 2016년 4월 19일 ~ )는 스웨덴 베르나도트 왕가의 왕자이자 쇠데르만란드 공작이다.
칼 16세 구스타프의 장남 베름란드 공작 칼 필립 왕자와 베름란드 공작부인 소피아 사이에서 태어난 장남이다. 현재 왕위 계승 서열은 5위이다. 